# Хесен-Марбург
Хесен-Марбург (на немски: Hessen-Marburg) е за кратко ландграфство на Свещената Римска империя през 1458 – 1500 г. и между 1567 – 1604 г.

## История
Ландграф Филип I фон Хесен (1504 – 1567) нарежда чрез завещание подялбата на наследството си между четирите си синове от първия брак. Неговият втори син Лудвиг IV (1537 – 1604) получава през 1567 г. с Горен Хесен, така наречената „Земя на Лан“, около една четвърт от Ландграфство Хесен. Той резидира в град Марбург и основава така линията Хесен-Марбург на Хесенската княжеска фамилия, която с неговата смърт отново изчезва.
Лудвиг IV увеличава територията си чрез наследство и покупка. Понеже той няма деца през 1604 г. неговите територии отиват на двамата му племенници, ландграфовете от Хесен-Касел и Хесен-Дармщат. За Хесен-Марбург се водят спорове през 1620-те години и Хесенската война с обсада на Марбург през 1645 г. и завършва през април 1648 г. с победа на Хесен-Касел.

## Предишни ландграфства Горен Хесен
Преди това „Земята на Лан“, по-късният Горен Хесен, два пъти е самостоятелно ландграфство, отделено от Долен Хесен:
- 1308 г. синовете на първия хесенски ландграф Хайнрих I разделят наследството, Ото I (1272 – 1328) е ландграф на Горен Хесен в Марбург, през 1311 г., след смъртта на полубрат му Йохан, той обединява Горен Хесен отново заедно с Долен Хесен.

- 1458 г. синовете на Лудвиг I разделят отново ландграфството на две части. Хайнрих III (1440 – 1483) става ландграф на Горен Хесен. След смъртта на неговия единствен и бездетен син Вилхелм III Младия (1471 – 1500), двете територии отиват заедно през 1500 г. на племенника му Вилхелм II Средния (1469 – 1509) с резиденция в Марбург.